# Antonio Vela
Antonio Vela Vivó (Mahón, 20 marzo 1872 – Barcellona, 20 gennaio 1950) è stato un canottiere spagnolo.
Partecipò ai Giochi della II Olimpiade che si svolsero a Parigi nel 1900. Prese parte sia alla gara di singolo, che non completò, sia alla gara di quattro con, in cui era timoniere ed ottenne l'ottavo posto.